# 福索洛圣母领报堂
福索洛圣母领报堂（Santa Maria Annunziata di Fossolo）是一座古老的罗马天主教教堂，位于意大利博洛尼亚市中心。
教堂中的铭文记录了此处的教堂在1122年祝圣。 传统认为，基督教最初进入博洛尼亚就发生在此地附近，现在被覆盖的萨瓦纳运河就位于此地。该堂的一场大火摧毁了屋顶和圆顶，在1500年重建。在1700年，又一次重建，增加了现在的门廊。最近的一次重建在2007年至2009年之间，取消了对古代早期教堂建筑的一些增加。
正祭台有18世纪朱塞佩·瓦罗蒂的《圣母领报》。该堂有许多16世纪和17世纪的作品，包括苦路系列画（17世纪）, 油画《圣以利亚和德肋撒》、油画《十字架》，和雕刻的木十字架（1500）。一个小堂供奉的是若望二十三世（1975年）。